# Encephalartoideae
Encephalartoideae é uma subfamília de plantas pertencente à família Zamiaceae.

## Tribos e géneros
A subfamília inclui os seguintes géneros:
- Tribo: Diooeae
  - Dioon
- Tribo: Encephalarteae
  - Subtribo:Encephalartinae
    - Encephalartos

  - Subtribo: Macrozamiinae
    - Lepidozamia
    - Macrozamia